# Strockbergstjärnarna (Ströms socken, Jämtland, 713797-145457)
Strockbergstjärnarna är en sjö i Strömsunds kommun i Jämtland och ingår i Ångermanälvens huvudavrinningsområde. Sjön har en area på 0,0741 kvadratkilometer och ligger 413,5 meter över havet.

## Delavrinningsområde
Strockbergstjärnarna ingår i det delavrinningsområde (713620-145367) som SMHI kallar för Inloppet i Svaningssjön. Medelhöjden är 392 meter över havet och ytan är 22,43 kvadratkilometer. Räknas de 413 avrinningsområdena uppströms in blir den ackumulerade arean 4 077,25 kvadratkilometer. Faxälven som avvattnar avrinningsområdet har biflödesordning 2, vilket innebär att vattnet flödar genom totalt 2 vattendrag innan det når havet efter 263 kilometer. Avrinningsområdet består mestadels av skog (82 procent). Avrinningsområdet har 1,92 kvadratkilometer vattenytor vilket ger det en sjöprocent på 8,6 procent.